# Racionalno število
Racionálno števílo je v matematiki število, ki ga lahko izrazimo kot razmerje ali količnik (kvocient) dveh celih števil. Racionalna števila so predstavljena z ulomki oblike a/b, kjer je b različen od nič. Racionalna števila lahko seštevamo, odštevamo, množimo in delimo s pravili za računanje z ulomki.
Vsako racionalno število lahko zapišemo v neskončno mnogo oblikah. Na primer 3 / 6 = 1 / 2 = 2 / 4. Najenostavnejša oblika je, ko a in b nimata skupnega delitelja. Vsako neničelno racionalno število ima natanko eno takšno najpreprostejšo obliko s pozitivnim imenovalcem. Ulomek v najpreprostejši obliki je okrajšani ulomek.
Množico racionalnih števil označimo s Q ali {\displaystyle \mathbb {Q} }.
Racionalna števila tvorijo algebrsko strukturo obseg. Med vsemi obsegi se racionalna števila odlikujejo kot najmanjši obseg-- saj vsak obseg vsebuje Q kot podobseg.